# Julia Kijowska
Julia Kijowska (ur. 16 marca 1981 w Warszawie) – polska aktorka.

## Życiorys
Jest absolwentką warszawskiej Akademii Teatralnej (2005). W latach 2006–2012 była aktorką Teatru Dramatycznego w Warszawie, a od 2013 r. pracuje w warszawskim Teatrze Ateneum.

## Życie prywatne
Jej ojcem jest reżyser Janusz Kijowski, a bratem operator Jakub Kijowski.

## Filmografia

### Filmy
- 2004: Fajnie, że jesteś (etiuda), w reżyserii Jana Komasy
- 2008: Boisko bezdomnych, w reżyserii Kasi Adamik, jako Kaśka, siostra Alka
- 2008: 0_1_0, w reżyserii Piotra Łazarkiewicza, jako Julia, żona Filipa
- 2010: Wenecja, w reżyserii Jana Jakuba Kolskiego, jako Klaudyna, ciotka Marka
- 2010: Lincz, w reżyserii Krzysztofa Łukaszewicza, jako dochodzeniowa
- 2010: Jutro mnie tu nie będzie (etiuda), w reżyserii Julii Kolberger, jako Marta Sobczak
- 2011: W ciemności, w reżyserii Agnieszki Holland, jako Chaja
- 2012: Miłość, w reżyserii Sławomira Fabickiego, jako Maria Niedzielska
- 2013: Walentyna (spektakl telewizyjny), w reżyserii Wojciecha Farugi, jako Walentyna
- 2013: Gry (krótkometrażowy), w reżyserii Macieja Marczewskiego, jako Ewa
- 2013: Drogówka, w reżyserii Wojciecha Smarzowskiego, jako posterunkowa Maria Madecka
- 2014: Serce, serduszko, w reżyserii Jana Jakuba Kolskiego, jako Kordula
- 2014: Pod mocnym aniołem, w reżyserii Wojciecha Smarzowskiego, jako Ona
- 2014: Matka, w reżyserii Lee Mackintosha Jonesa, jako Anna
- 2014: Karski (spektakl telewizyjny), w reżyserii Magdaleny Łazarkiewicz
- 2015: Czerwony pająk, w reżyserii Marcina Koszałki
- 2015: Lokatorki (krótkometrażowy), w reżyserii Klary Kochańskiej
- 2016: Zjednoczone stany miłości, w reżyserii Tomasza Wasilewskiego, jako Agata
- 2016: Sługi boże, w reżyserii Mariusza Gawrysia, jako policjantka Anna Wittesch
- 2016: Truskawkowe dni, w reżyserii Wiktora Ericssona, jako Agnieszka
- 2018: Nina, w reżyserii Olgi Chajdas, jako Nina
- 2018: Via Carpatia, w reżyserii Klary Kochańskiej i Kaspera Bajona, jako Julia
- 2019: Żelazny most, w reżyserii Moniki Jordan-Młodzianowskiej, jako Magda
- 2020: Fisheye, w reżyserii Michała Szcześniaka, jako Anna Waterman
- 2023: Szalona wiosna, w reżyserii Danyael Sugawara, jako Ewa Kamińska-Schmidt
- 2025: Dom dobry sen zły, w reżyserii Wojciecha Smarzowskiego, jako Halina

### Seriale
- 2006: Rodzina zastępcza, jako Klara
- 2006–2007: Egzamin z życia
- 2010: Hotel 52, jako Basia
- 2010: Ojciec Mateusz, jako Joanna Florczak
- 2012: Bez tajemnic, jako Marta Lorenc
- 2011, 2013: Głęboka woda jako psycholog Grażyna Konieczna
- 2020: Kod genetyczny jako Joanna Starzyńska
- 2021: Rysa jako Monika Brzozowska[2]
- 2023: Lipowo. Zmowa milczenia jako Weronika Nowakowska[3]
- 2025: Projekt UFO jako milicjantka Julia Borewicz

## Nagrody
- 2005: wyróżnienie za rolę Matki w „Ślubie” Witolda Gombrowicza na 23. Festiwalu Szkół Teatralnych w Łodzi
- 2006: nagroda za debiut za rolę Elżbiety w przedstawieniu „Wiara, Nadzieja, Miłość” w Teatrze Dramatycznym w Warszawie w I Ogólnopolskim Konkursie Na Teatralną Inscenizację Dawnych Dzieł Literatury Europejskiej
- 2007: nagroda „Feliks Warszawski” w kategorii: najlepsza pierwszoplanowa rola kobieca za rolę Uny w spektaklu „Blackbird” w Teatrze Dramatycznym
- 2007: nagroda dla młodego aktora za rolę Uny w spektaklu „Blackbird” Davida Harrowera na VII Ogólnopolskim Festiwalu Dramaturgii Współczesnej „Rzeczywistość Przedstawiona” w Zabrzu
- 2009: nagroda za rolę kobiecą w kategorii Teatru Polskiego Radia za role w słuchowiskach „Walizka” i „Woyzeck” na IX Festiwalu Teatru Polskiego Radia i Teatru Telewizji Polskiej „Dwa Teatry” w Sopocie
- 2014: Specjalna Doroczna Nagroda Ministra Kultury i Dziedzictwa Narodowego
- 2017: Nagroda im. Zbyszka Cybulskiego: Nagroda Kapituły